# Acabaria furcata
Acabaria furcata är en korallart som först beskrevs av Thomson 1916.  Acabaria furcata ingår i släktet Acabaria och familjen Melithaeidae. Inga underarter finns listade i Catalogue of Life.